# A Study in Pink
A Study in Pink (Estudio en rosa en español) es el primer episodio de la serie británica Sherlock de la BBC. Está libremente basado en la serie de Sherlock Holmes Estudio en escarlata. Fue escrito por Steven Moffat, el cocreador de la serie.
Originalmente se filmó un piloto para la serie Sherlock de 60 minutos de duración. Decidieron no emitirlo, pero pidieron 3 episodios de 90 minutos de duración.

## Sinopsis
John Watson (Martin Freeman), un doctor del ejército retirado por una lesión de bala en la pierna en la Guerra de Afganistán, conoce a Sherlock Holmes (Benedict Cumberbatch) mediante un amigo mutuo. Ambos aceptan compartir piso en el 221B de la Calle Baker, cuya propietaria, la señora Hudson (Una Stubbs), una vieja amiga, dejaría a Sherlock a un precio asequible para dos personas. Sherlock le comenta a John que ella hace esto en agradecimiento por ayudarla cuando su esposo fue condenado a muerte; John le pregunta si lo salvó, pero Sherlock le aclara que ayudó a que lo condenaran.
Mientras, una serie de extrañas muertes hacen suponer al Inspector Greg Lestrade que se trata de suicidios en serie. Llama a Sherlock para su cooperación, que acude a la escena del último suicidio junto a John. Se trata de una mujer vestida totalmente de rosa. Al contrario que otras víctimas, ella dejó una nota, "Rache" escrito en el suelo. Sherlock ignora la suposición de Anderson, el forense, de que sea alemana (Rache en alemán significa venganza). Se da cuenta de que la mujer había perdido el teléfono, y decide encontrar la maleta perdida de la víctima, por lo que sale corriendo de allí.
John decide regresar a su piso, pero de camino recibe una llamada en un teléfono público. Su interlocutor le envía un coche, que le lleva frente a él. Se presenta como el "archienemigo" de Sherlock. El hombre ofrece dinero a John para que le cuente qué hace Sherlock, pero John se niega. Además, recibe una petición de Sherlock para que vuelva a la Calle Baker. Antes de ir, vuelve a su piso, y se lleva su pistola.
En el piso con Sherlock, este le pide que envíe un mensaje de texto al teléfono, ya que había localizado la maleta. En un restaurante, Sherlock espera a que aparezca el asesino, quien debe tener el teléfono de la víctima. Se da cuenta de que el asesino va en un taxi, y usa sus conocimientos sobre el plano de Londres para localizar dónde se dirige, pero al llegar, resulta haberse equivocado.
De nuevo en casa, Scotland Yard hace una redada antidroga, aunque Lestrade solo lo usa como excusa para que Sherlock no se guarde los detalles de la investigación. Sherlock empieza a pensar, cuando llega un taxi que él no había pedido. Se enfada porque queda mentalmente bloqueado, hasta que se da cuenta de que en realidad, era el taxista el culpable. Sin embargo, no dice nada y se va con él, para conocer su secreto.
El taxista le lleva a una universidad que en ese momento está vacía. Le cuenta que lo que usaba para forzar a las víctimas a suicidarse era darles a elegir dos pastillas idénticas, salvo que una provocaba la muerte. El taxista comería la que la víctima dejase, habiendo ganado todas las jugadas. Si no tomaban ninguna, les dispararía, y reta a Sherlock a jugar una partida. Sherlock averigua que el taxista se está muriendo.
Mientras, John ha descubierto que Sherlock se ha ido, pero le rastrea con el GPS de su teléfono inteligente, llegando al edificio de enfrente.
El taxista revela que Sherlock tiene un "fan", y el detective deduce que es quien le paga para que se juegue así la vida. El taxista admite que quería usar el dinero para dejar algo a sus hijos, y que ha perdido, pero aun así, insiste en que Sherlock adivine cuál es la pastilla mala. Justo antes de que Sherlock la ingiera, John dispara desde el otro edificio, hiriendo al taxista de muerte. Sin embargo, antes de su final, Sherlock le sonsaca que el "fan" de Sherlock se llama Moriarty.
Posteriormente, Sherlock le dice a Lestrade que quien disparó debió pertenecer al ejército por el arma usada, pero al darse cuenta de que fue John, le dice que lo olvide. En ese momento aparece en escena el "archienemigo" de Sherlock: su hermano Mycroft Holmes (Mark Gatiss), que ordena a su secretaria que aumenten el nivel de vigilancia de Holmes y Watson.

## Alusiones
Basado en el trabajo original de Arthur Conan Doyle, A Study in Scarlet, contiene varias alusiones a esta y a otros casos de Sherlock Holmes. Ya en el inicio, la forma de conocerse de Holmes y Watson son prácticamente idénticas. En el libro, también aparece una víctima que escribe "Rache" en el suelo de una casa abandonada. En la versión original, Sherlock piensa en la traducción alemana de "Rache", mientras que en la serie se guía por el nombre "Rachel" y se burla de la solución planteada en los libros.
Cuando Sherlock dice que "el problema requiere tres [parches de nicotina]" se describe similar al "problema de las tres pipas" de The Adventure of the Red-Headed League.
El problema de cojera psicosomática de John hace referencia a un error de continuidad de Doyle, que originalmente escribió que su lesión era en el brazo, y en posteriores aventuras escribió que fue en la pierna.